# Drūkšių ežero apylinkės
Drūkšių ežero apylinkės este o arie protejată (sit de importanță comunitară — SCI) din Lituania întinsă pe o suprafață de 732,92 ha, integral pe uscat.

## Localizare
Centrul sitului Drūkšių ežero apylinkės este situat la coordonatele 55°40′14″N 26°36′48″E / 55.6705°N 26.6133°E.

## Înființare
Situl Drūkšių ežero apylinkės a fost declarat sit de importanță comunitară în iulie 2022 pentru a proteja un număr necunoscut de specii din flora spontană și fauna sălbatică aflate în arealul zonei.

## Biodiversitate
Situată în ecoregiunea boreală, aria protejată conține 4 habitate naturale: Pajiști fino-scandinave uscate până la mezice, bogate în specii de altitudine mică, Fânețe de joasă altitudine (Alopecurus pratensis, Sanguisorba officinalis), Taiga vestică, Păduri caducifoliate de mlaștină fino-scandinave.
La baza desemnării sitului se află un număr nedeclarat de specii protejate.